# سیارک ۸۸۷۵
سیارک ۸۸۷۵ (به انگلیسی: 8875 Fernie، نامگذاری:1992UP10) هشت هزار و هشتصد و هفتاد و پنجمین سیارک کشف شده‌است که در ۲۲ اکتبر ۱۹۹۲ کشف شد.
قدر مطلق سیارک برابر ۱۵٫۲۰ است.